# Nephrolepis falcata
Nephrolepis falcata är en spjutbräkenväxtart som först beskrevs av Antonio José Cavanilles, och fick sitt nu gällande namn av Carl Frederik Albert Christensen. Nephrolepis falcata ingår i släktet Nephrolepis och familjen Nephrolepidaceae. Inga underarter finns listade.

## Bildgalleri

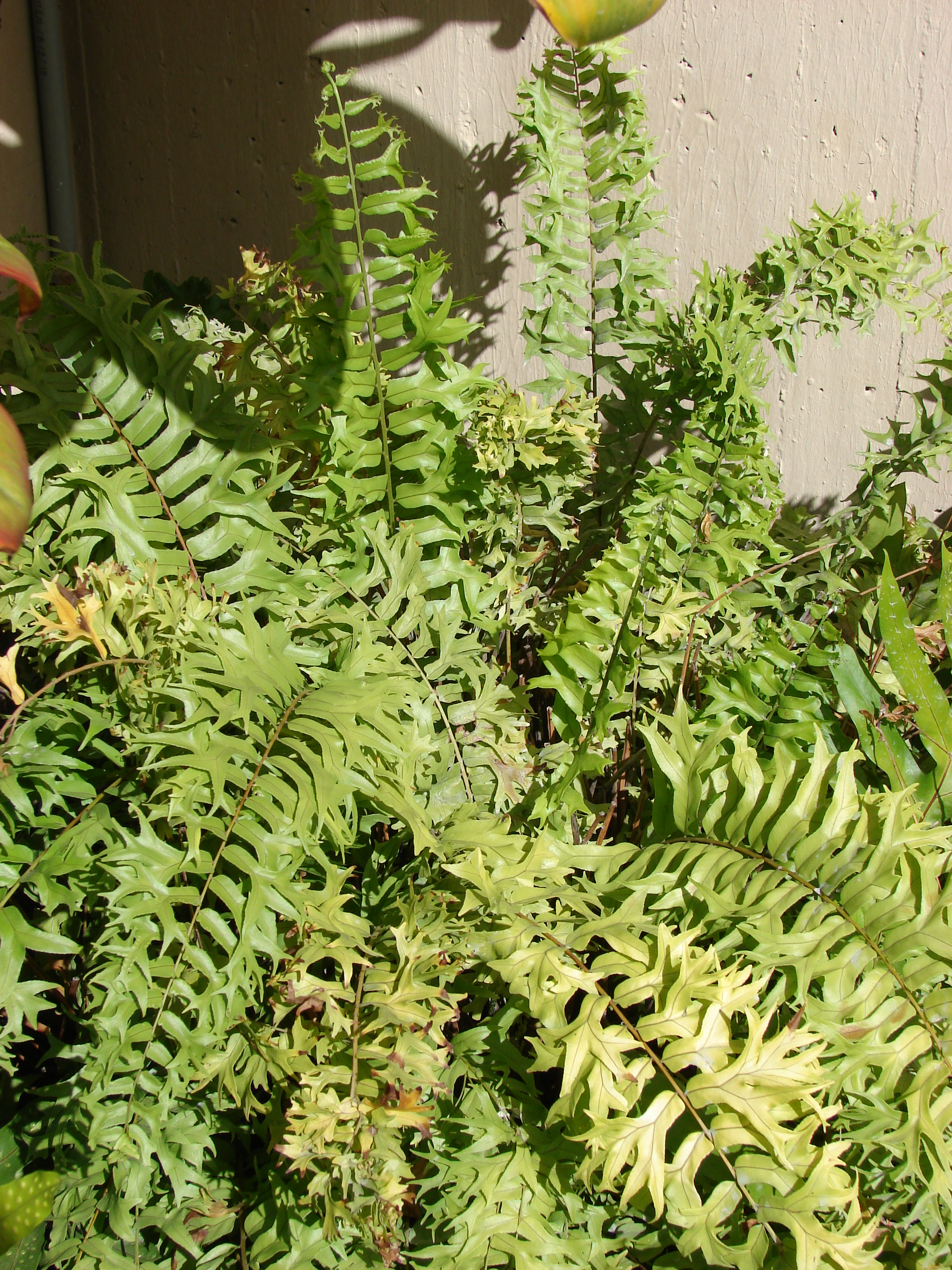
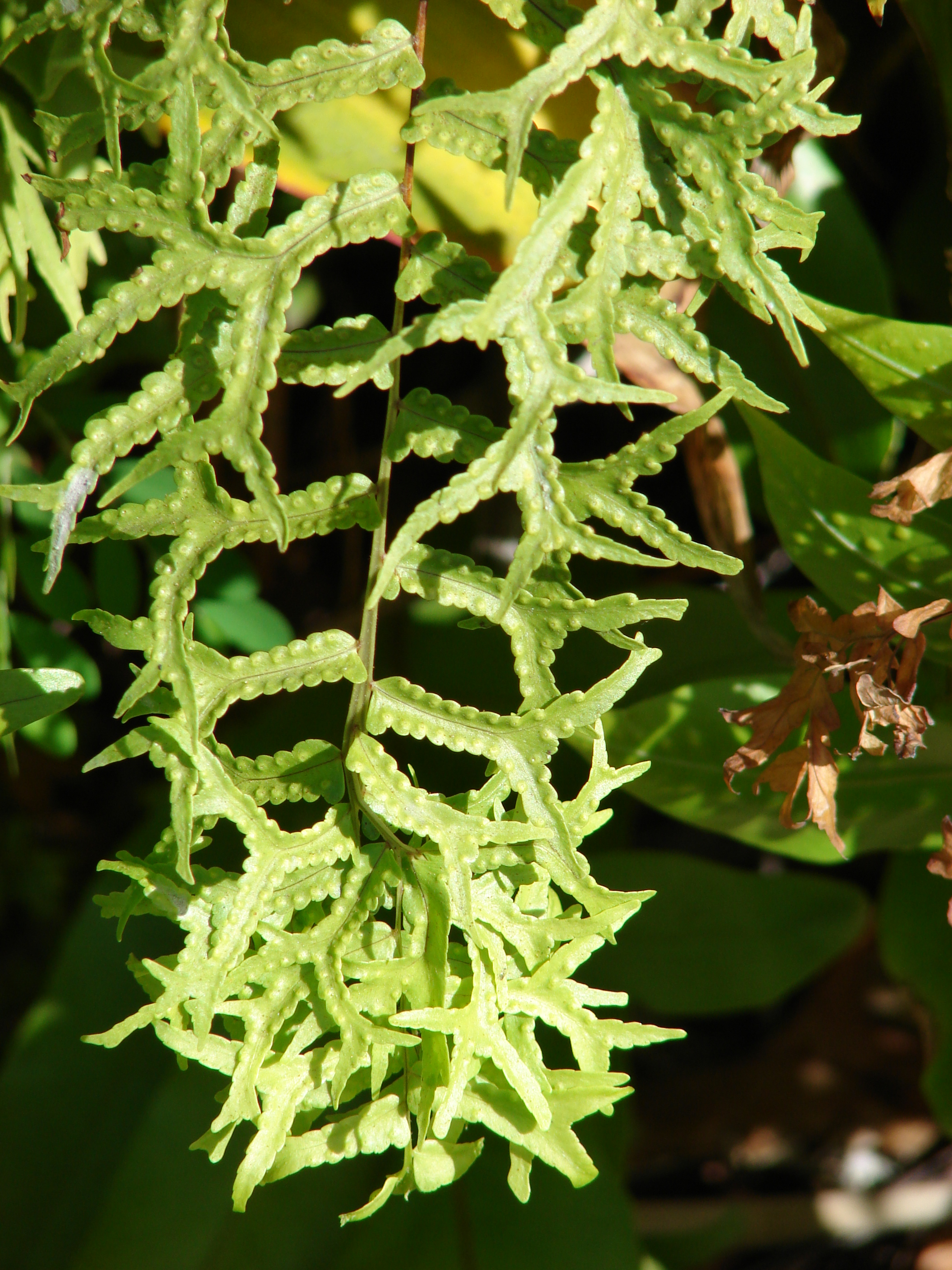
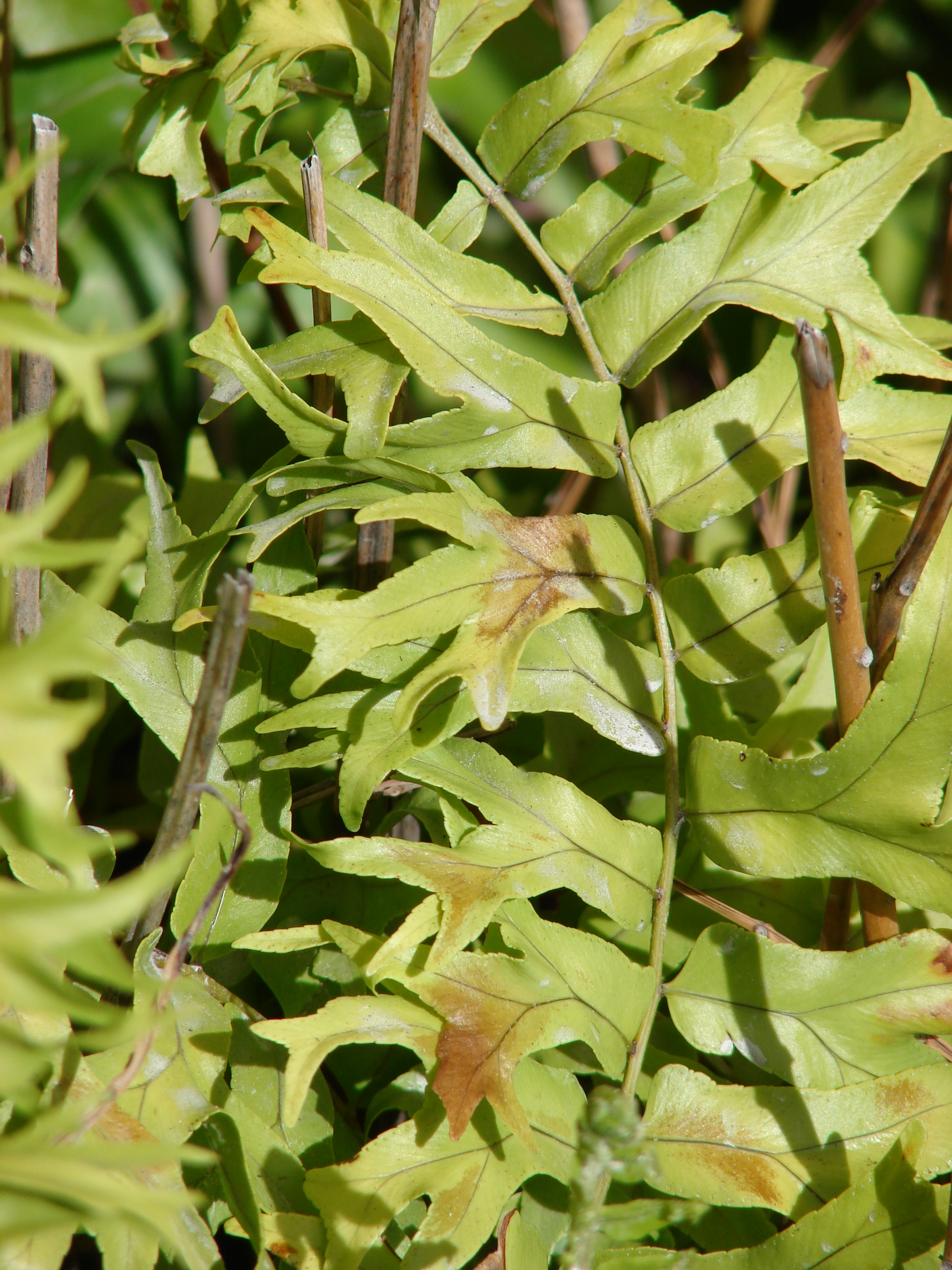
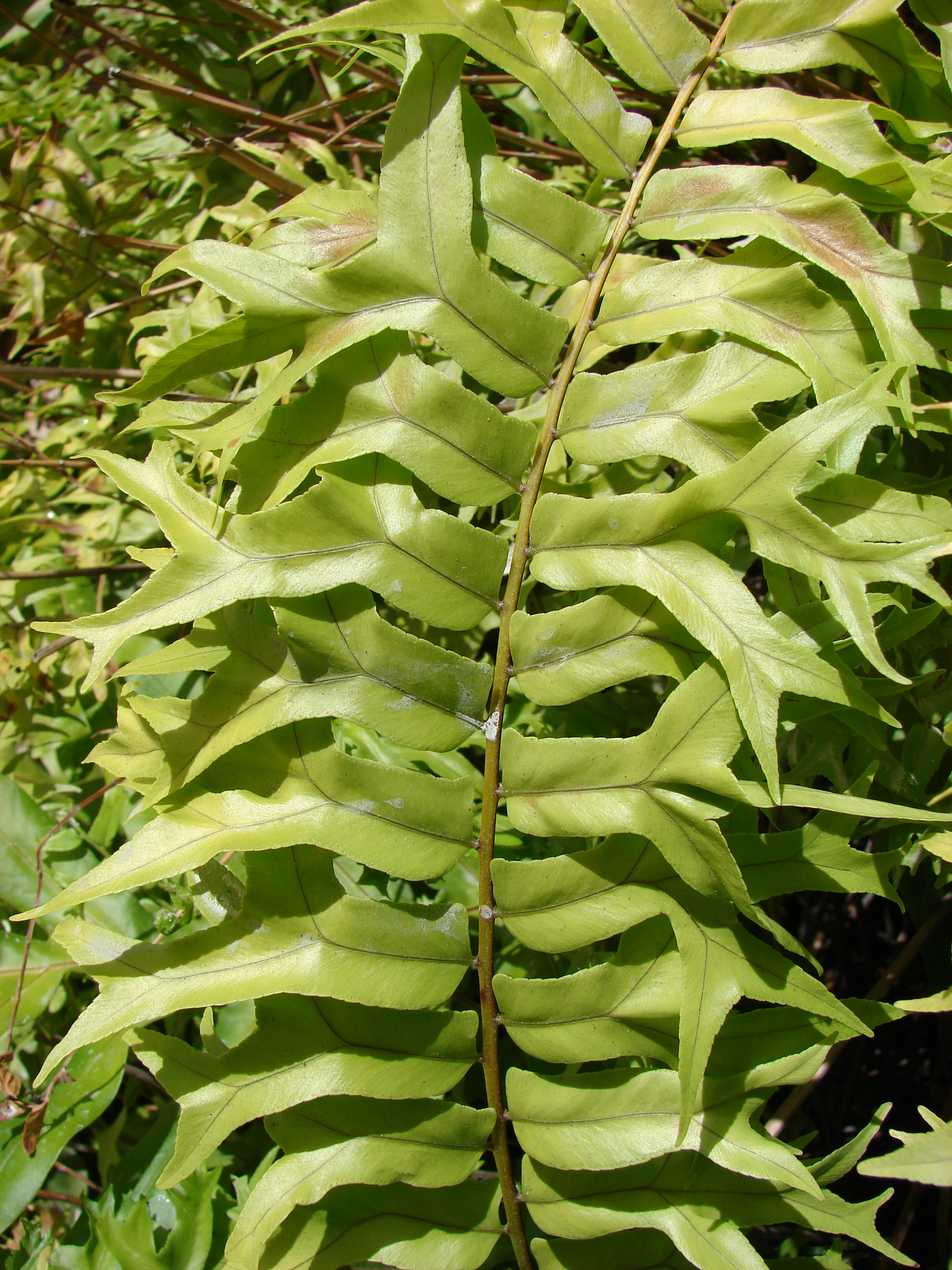
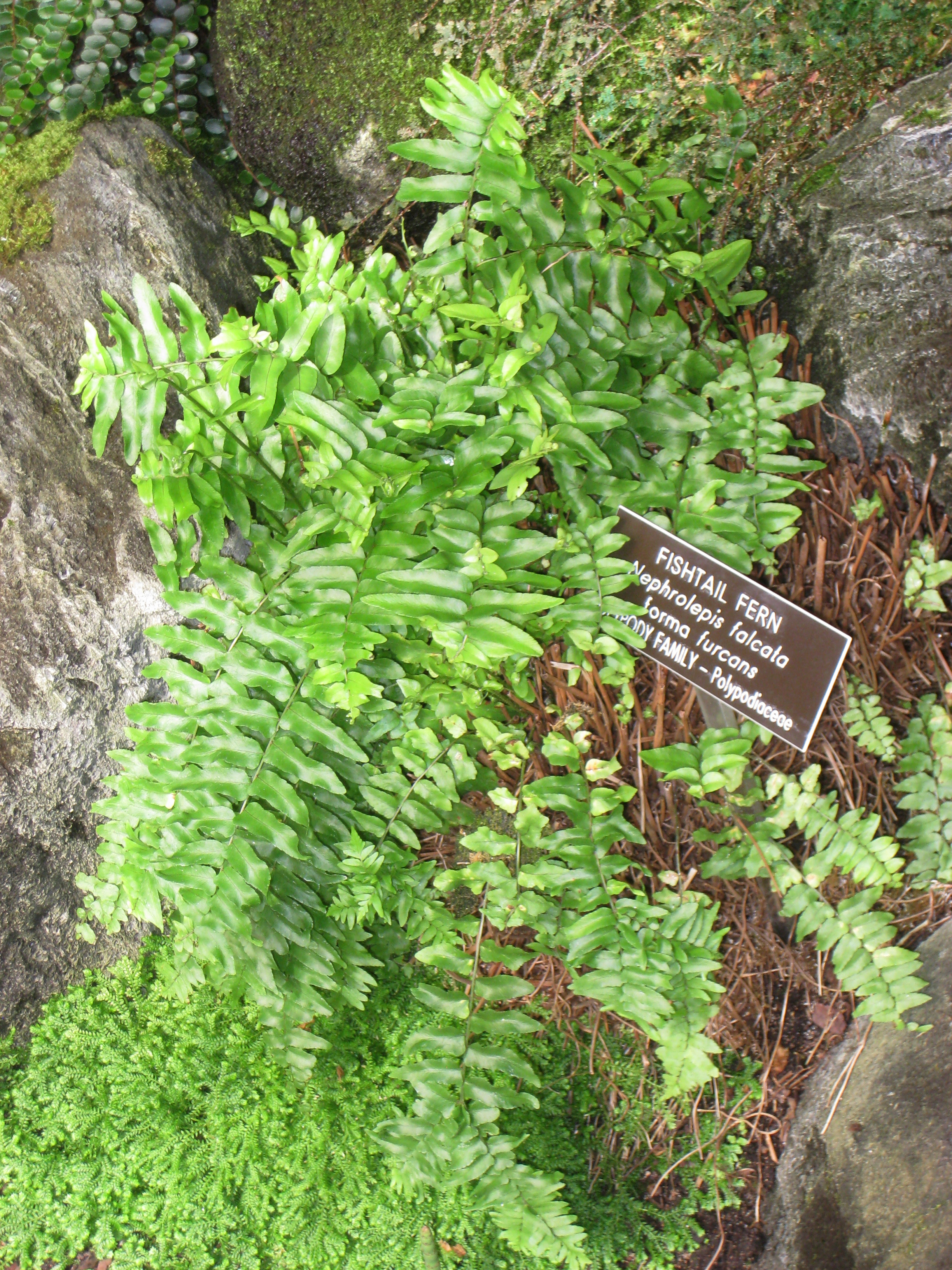
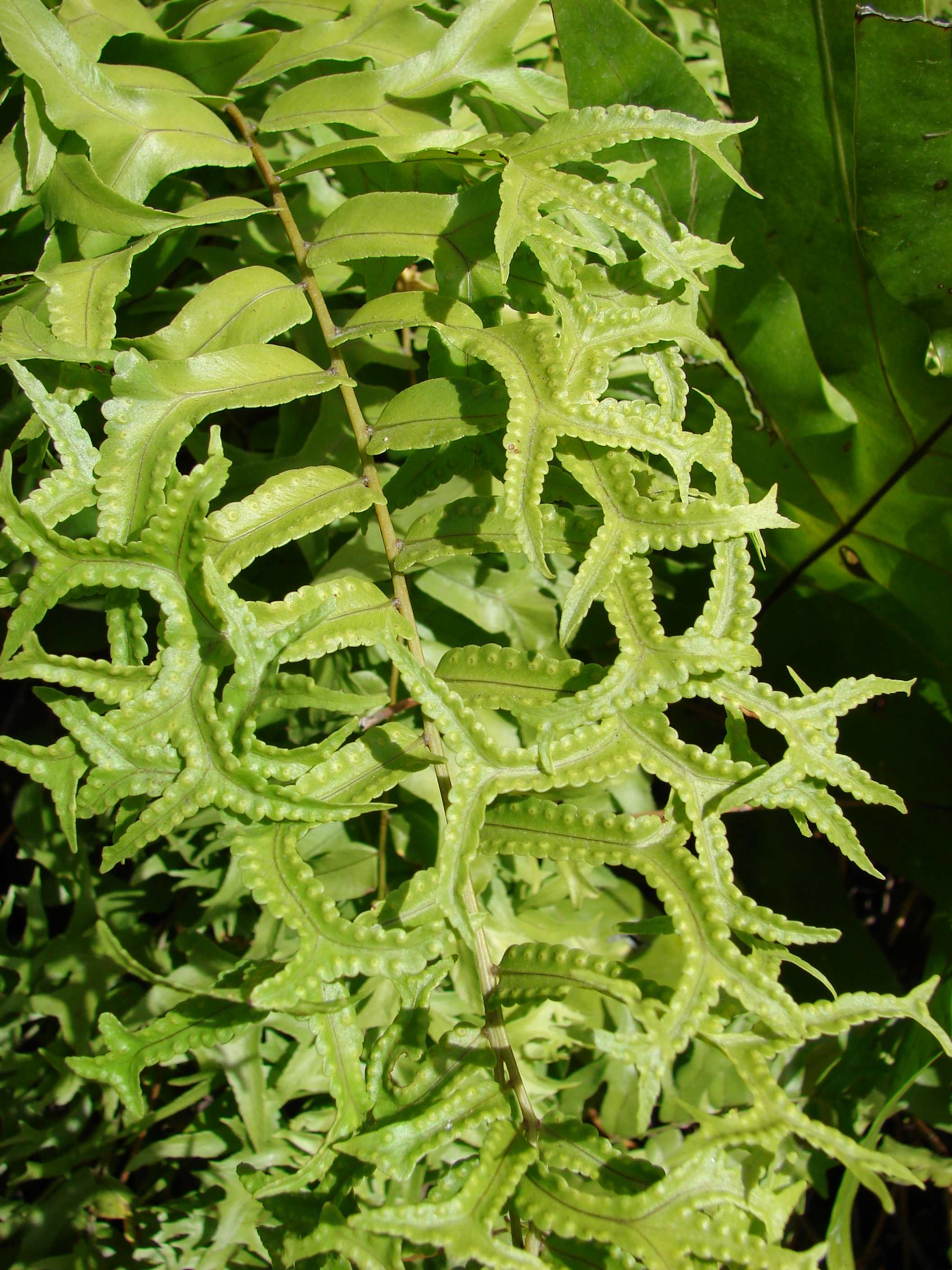